# Batalha do Rio Formoso
A Batalha do Rio Formoso em 1615 foi uma batalha naval travada no Rio Formoso, na península da Malásia, entre uma frota portuguesa e uma grande armada do Sultanato do Achém, das maiores alguma vez mobilizadas pelos achéns para atacar os portugueses, estabelecidos em Malaca.
A Batalha do Rio Formoso foi das mais sangrentas batalhas travadas pelos portugueses no sudeste asiático, os achéns sofreram tantas baixas que viram-se obrigados a cancelar o ataque a Malaca e regressar ao Achém.

## Contexto
Em 1613, o sultão do Achém, Iskandar Muda levou a cabo uma campanha militar contra o Sultanato de Jor e logrou instalar um sultão favorável no trono, Abdullah Ma'ayat Shah. O sultão Iskandar instruiu o sultão Abdullah no sentido de preparar uma grande frota para que atacassem em conjunto a cidade de Malaca.
Informado do plano, o capitão português de Malaca enviou uma embaixada a Jor, chefiada por um distinto fidalgo que logrou convencer, sem grandes dificuldades, o sultão de Jor a abnegar da sua aliança ao Achém, e assinar um tratado com Portugal, com quem estaria em muito maior segurança. Os dignitários achéns em Jor foram expulsos de seguida. Como resultado, o sultão Iskandar Muda comandou uma nova expedição, bem sucedida, contra Jor em 1615, com uma grande frota de 100 galés, 150 gelvas, 250 juncos, lancharas e calaluzes e 40,000 homens. O sultão Abdullah fugiu para a ilha de Bintão. No caminho de regresso, o sultão achém decidiu atacar Malaca. Os achéns ancoraram a sua frota dentro do Rio Formoso. Era a maior frota alguma vez mobilizada pelos achéns contra Malaca.
A 27 de Novembro de 1615, os achéns foram detectados por uma frota portuguesa comandada pelo capitão-mor Diogo de Mendonça Furtado, que partira de Malaca com seis galeotas e 10 jáleas para partrulhar o Estreito de Singapura e dar protecção aos navios mercantes que naquela época começavam a chegar da China, Sião e Molucas. Chegados ao rio Formoso avistaram a grande floresta de mastros da armada achém, o capitão-mor apercebeu-se da gravidade da situação e enviou um navio de regresso a avisar Malaca. O capitão de Malaca decidiu por isso enviar Francisco de Miranda com 4 galeões para ajudar o capitão-mor Diogo de Mendonça.

## Batalha

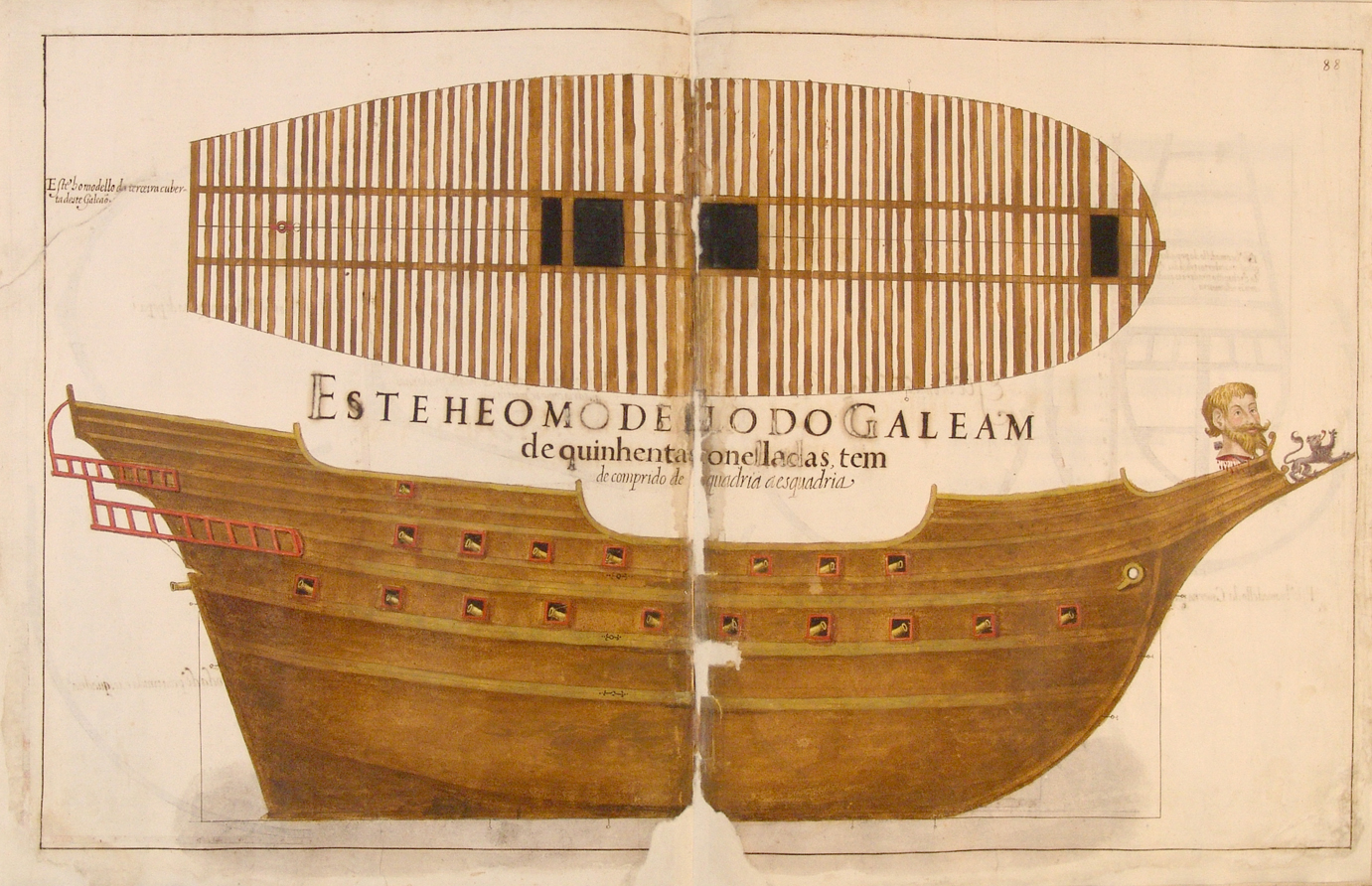
Desenho português de um galeão, de 1616.

Chegada a noite, remando em silêncio o capitão-mor Diogo Mendonça de Furtado levou as suas 10 ligeiras jáleas para o interior do rio Formoso a coberto da escuridão, sem serem detectados. Dispararam então furiosamente a artilharia e mosquetaria em todas as direcções, causando o pânico e instalando o pandemónio entre os achéns que, acordados de súbito sem saberem quem os estava a atacar, atacavam-se uns aos outros. No meio do caos os portugueses retiraram-se sem terem sofrido baixas e regressaram ao fundeadouro onde estavam as galeotas. Diogo Mendonça de Furtado ainda tentou repetir a proeza nas duas noites seguintes, mas sem sucesso, pois os achéns reforçaram a vigia.
Quatro dias depois chegou Francisco de Miranda com quatros galeões, na manhã de 1 de Dezembro mas as suas tripulações praticamente reduziam-se aos marinheiros e artilheiros. Reunido com Diogo de Mendonça, os dois capitães demandaram a foz do Rio Formoso, junto à qual o sultão de Achém tinha disposto os seus navios maiores em linha ao longo da costa e atrás deles os navios de remo, para se protegerem da artilharia pesada dos galeões, cujo calado não os permitia aproximarem-se muito.

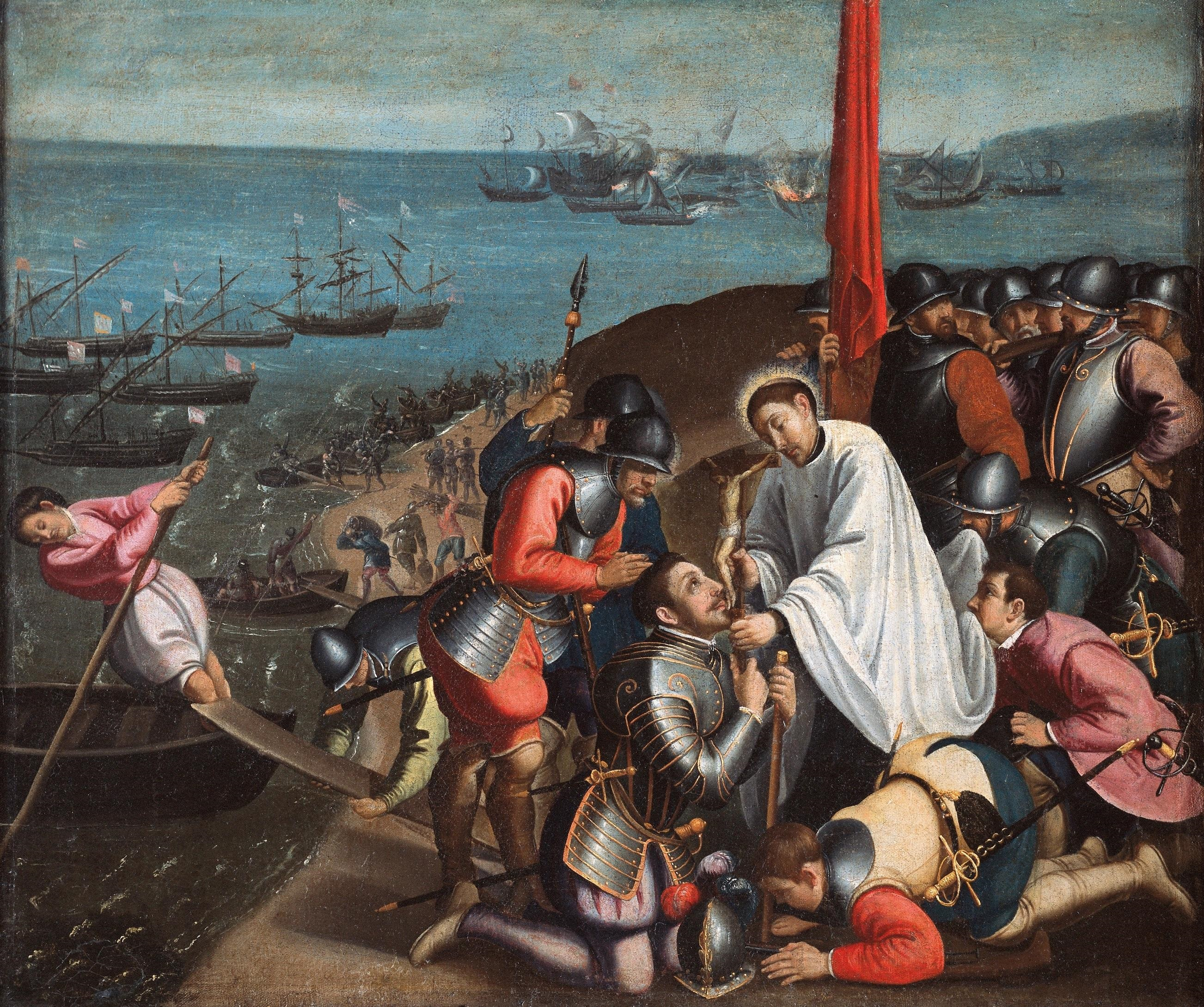
Soldados portugueses em Malaca combatendo os achéns, pintura de 1619.

Pelas quatro da tarde fundearam os galeões em linha em frente dos achéns e iniciou-se uma troca de tiros de artilharia, no decurso do qual alguns navios achéns foram afundados. As galeotas aproximaram-se para combaterem contra os navios achéns que não estavam a ser alvejados pelos galeões, e ao verem as galeotas portuguesas a aproximarem-se, muitos outros navios achéns suspenderam e dirigiram-se ao seu encontro. Os portugueses causaram grandes estragos aos achéns, numerosos e compactos.
Pouco antes de cair a noite, rebentou uma tempestade, começou a chover torrencialmente e os portugueses partiram para norte à procura de um ancoradouro seguro, ao passo que os achéns partiram para sul, perdendo-se, assim, o contacto visual. No dia seguinte, os achéns e os portugueses regressaram à foz do Rio Formoso mas a meio do dia já tinha deixado de soprar a brisa da manhã, pelo que os galeões ficaram encalmados e divididos em dois grupos devido à falta de vento, logo vulneráveis. O capitão-mor do mar achém, Lançamane, apercebeu-se da vulnerabilidade dos galeões portugueses e convenceu o sultão a tentar um ataque em massa à abordagem. O capitão-mor Diogo Furtado de Mendonça, por sua vez, antecipou a batalha que estava para ser breve e transferiu os seus soldados, todos eles veteranos da guerras no sudeste asiático para os galeões, retirando-se com os seus vulneráveis navios a remos de seguida. 

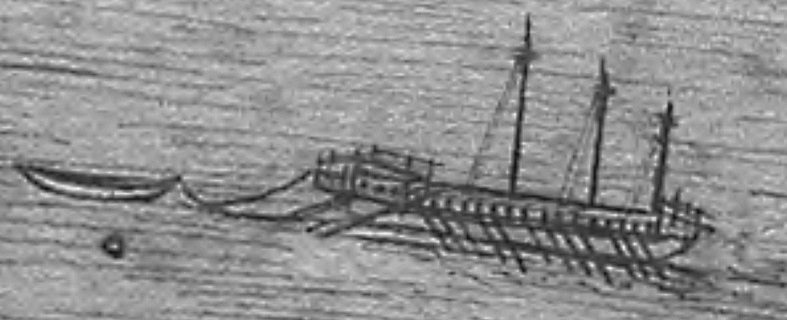
Desenho português de uma galé de três mastros.

Lançamane lançou-se ao ataque dos galeão São Bento, que era a capitânea de Francisco de Miranda Henriques e o galeão de D. João da Silveira, enviando a atacar o primeiro 20 galés e o segundo 10 galés, desprezando os dois restantes galeões, que estavam mais afastados. O capitão D. João da Silveira mandara encerrar as portinholas, temendo que os achéns pudessem entrar no seu navio por ali mas isto teve como consequência não permitir que artilharia pesada fosse disparada. Os achéns conseguiram por isso aproximarem-se e incendiar uma das galeotas de Diogo Mendonça Furtado que ainda se encontrava atracada ao galeão, alastrando-se o fogo ao galeão pela popa; muitos portugueses lançaram-se à água e foram mortos pelos achéns, ao passo que 30 foram cativados.
Os achéns tentaram então rebocar o galeão em chamas contra o São Bento mas a artilharia deste gorou a manobra. Várias galés achéns foram afundadas e outras danificadas seriamente, o que obrigou os achéns a afastarem-se. Os achéns continuaram a tentar afundar ou abordar o São Bento e 14 vezes atracaram-se ao galeão, atearam-lhe fogo 18 vezes e abordaram-no três vezes mas foram sempre rechaçados pelos portugueses. Esta batalha durou das 4 da tarde às 11 da noite, quando o ventou começou a levantar, permitindo assim aos dois galeões mais afastados que se aproximassem do São bento. Ao ver isto, o sultão Iskandar Muda mandou bater em retirada, para a outra margem do Estreito de Malaca, de forma a impedir que os galeões lhes dessem perseguição, por ficarem a sotavento.

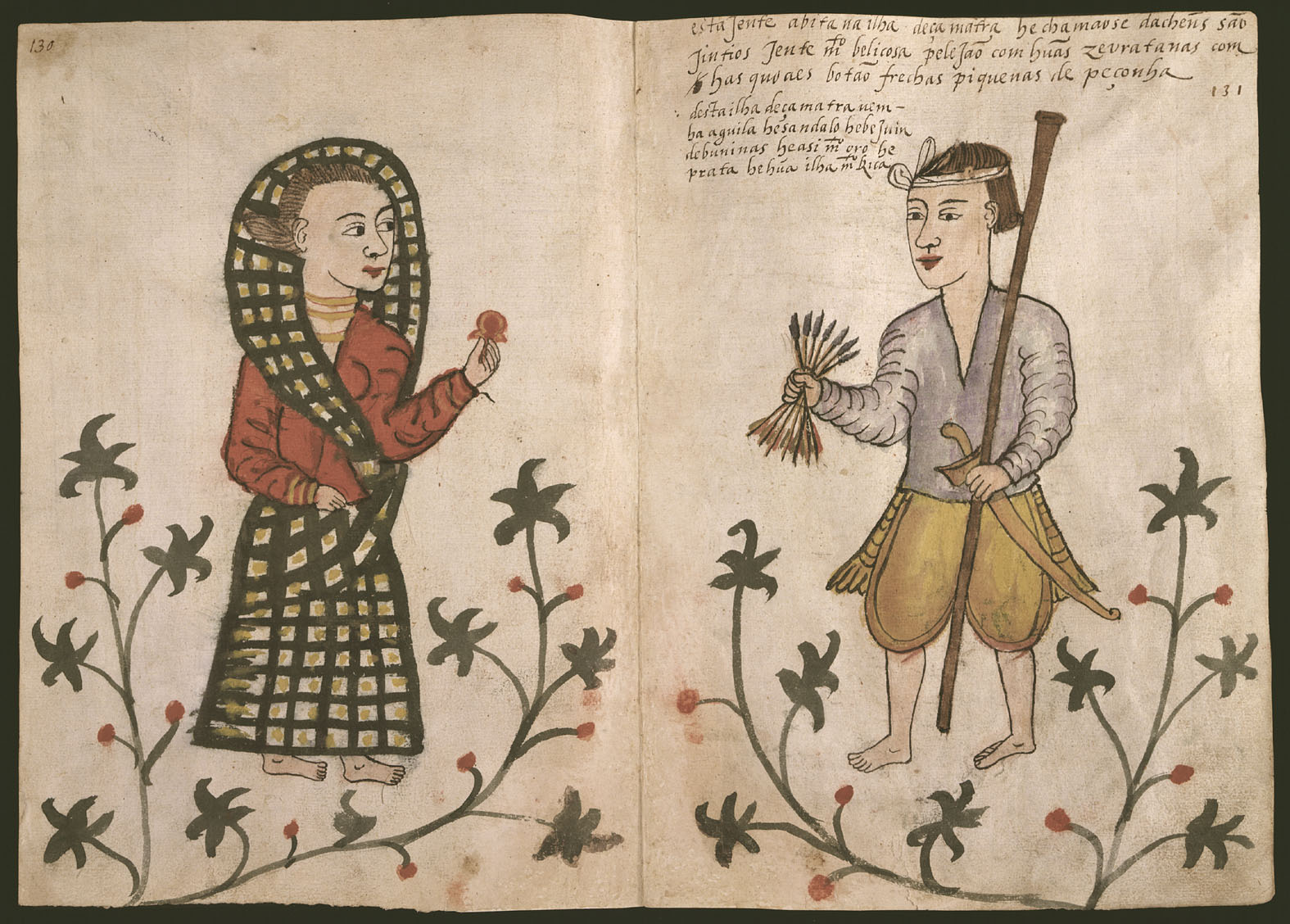
Ilustração portuguesa de um guerreiro achém, retirada do Códice Casanatense.

## Rescaldo
Estimaram os portugueses terem causado milhares de baixas aos achéns, entre guerreiros e marinheiros. Os portugueses perderam um galeão, uma galeota, morreram 100 homens, a maioria deles marinheiros indianos, e foram cativados 30. Os achéns viram-se obrigados a abandonar os seus planos para sitiar Malaca como resultado das baixas sofridas.
Diogo de Mendonça Furtado, que assistira à batalha a uma distância segura, enviou para Malaca uma das suas galeotas com os feridos e acompanhou os galeões em direcção à cidade para rebocá-los caso fosse necessário. Diogo de Mendonça e Silva foi mandado partir em busca do inimigo e descobrir quais eram os seus planos futuros. A armada achém, muito danificada, foi encontrada junto à Ilha de Bancale fazendo aguada e, após um breve combate, conseguiu apresar algumas embarcações que regressavam à armada carregadas de pipas de água, capturando com elas quase 200 prisioneiros.
Entretanto, a armada portuguesa preparava-se para seguir os achéns e se possível aniquilá-los mas neste momento chegou uma armada de galeotas portuguesas vindas das Molucas, comandadas por Gonçalo Rodrigues de Sousa, com a informação de que no Estreito de Singapura encontravam-se cinco naus e três patachos da Companhia Holandesa das Índias Orientais a caminho de Malaca. Decidiram por isso regressar todos à cidade. Franciso de Miranda Henriques e os seus homens foram recebidos como heróis à chegada a Malaca.